# Nucina silvestris
Nucina silvestris is een hooiwagen uit de familie Triaenonychidae.